# Invasion Attack 2016
L’édition 2016 d'Invasion Attack est une manifestation de catch télédiffusée et visible en paiement à la séance, sur SKY PerfecTV! ou en streaming payant via Ustream ou sur New Japan Pro Wrestling World (en). L'événement, produit par la New Japan Pro Wrestling (NJPW), a eu lieu le 10 avril au Ryōgoku Kokugikan de Tokyo. Il s'agit de la quatrième édition de The New Beginning.

## Contexte
Les spectacles de la New Japan Pro Wrestling en paiement à la séance sont constitués de matchs aux résultats prédéterminés par les scénaristes de la NJPW. Ces rencontres sont justifiées par des storylines — une rivalité avec un catcheur, la plupart du temps — ou par des qualifications survenues dans les shows précédents. Tous les catcheurs possèdent un gimmick, c'est-à-dire qu'ils incarnent un personnage gentil ou méchant, qui évolue au fil des rencontres. Un pay-per-view comme Invasion Attack est donc un événement tournant pour les différentes storylines en cours.

### Kazuchika Okada contre Tetsuya Naito

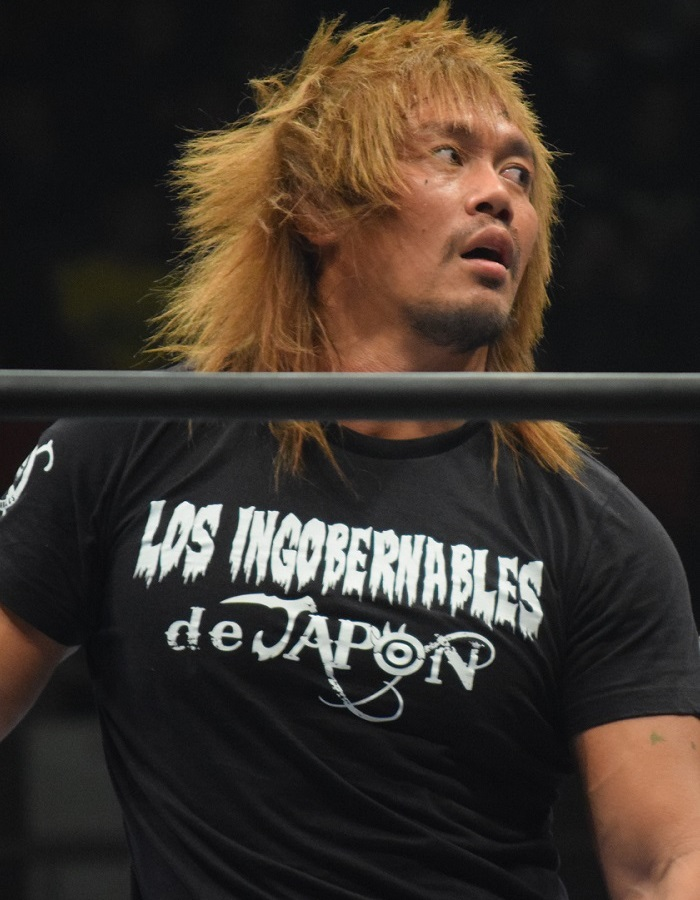
Tetsuya Naito va tenter de remporter le championnat poids-lourd IWGP.

Le 22 février, la fédération annonce que, contrairement aux autres années, le vainqueur de la New Japan Cup 2016 aurait le choix de défier un des trois champions pour les titres de IWGP Heavyweight Championship, IWGP Intercontinental Championship ou le NEVER Openweight Championship à Invasion Attack 2016. Le 12 mars, Tetsuya Naito bat Hirooki Goto en finale du tournoi et défie le champion poids-lourd Kazuchika Okada pour le titre.

### Katsuyori Shibata vs. Hiroyoshi Tenzan
Le 11 février à The New Beginning in Osaka 2016, Yuji Nagata, Manabu Nakanishi, Hiroyoshi Tenzan et Satoshi Kojima viennent sur le ring et veulent montrer que les "vétérans" de la fédération ont encore du potentiel. Cela conduit à un match entre Kojima et Katsuyori Shibata pour le championnat poids-libre NEVER le 19 mars, où le titre fut conservé par le champion. Peu après le match, Hiroyoshi Tenzan réclame son opportunité pour le titre. Trois jours plus tard, le match fut officialisé.

## Tableau des matchs
| #                                                                | Matchs | Stipulations                                                                   | Temps |
| ---------------------------------------------------------------- | --- | ------------------------------------------------------------------------------ | ----- |
| 1                                                                | Bullet Club (Bad Luck Fale et Yujiro Takahashi) battent Juice Robinson et Ryusuke Taguchi                                              | Match par équipe                                                               | 3:45  |
| 2                                                                | Jushin Thunder Liger, Satoshi Kojima et Yuji Nagata battent Chaos (Kazushi Sakuraba, Toru Yano et Yoshi-Hashi)                         | Six Man Tag Team match                                                         | 7:06  |
| 3                                                                | Chaos (Hirooki Goto et Tomohiro Ishii) battent Los Ingobernables de Japón (Evil et Bushi)                                              | Match par équipe                                                               | 10:36 |
| 4                                                                | Roppongi Vice (Rocky Romero et Baretta) battent Aerial Dogfight (Ricochet et Matt Sydal) (c)                                           | Match par équipe pour les IWGP Junior Heavyweight Tag Team Championship        | 15:48 |
| 5                                                                | Kushida (c) bat Will Ospreay | Match simple pour le IWGP Junior Heavyweight Championship                      | 15:07 |
| 6                                                                | Michael Elgin, Yoshitatsu et Hiroshi Tanahashi battent Bullet Club (The Young Bucks (Nick Jackson et Matt Jackson) et Kenny Omega) (c) | Six Man Tag Team match pour les NEVER Openweight Six Man Tag Team Championship | 14:46 |
| 7                                                                | Katsuyori Shibata (c) bat Hiroyoshi Tenzan (avec Manabu Nakanishi, Satoshi Kojima et Yuji Nagata)                                      | Match simple pour le NEVER Openweight Championship                             | 10:47 |
| 8                                                                | Guerrillas of Destiny (Tama Tonga et Tanga Roa) battent Great Bash Heel (Togi Makabe et Tomoaki Honma) (c)                             | Match par équipe pour les IWGP Tag Team Championship                           | 16:54 |
| 9                                                                | Tetsuya Naito (avec Bushi et Evil) bat Kazuchika Okada (avec Gedo) (c)                                                                 | Match simple pour le IWGP Heavyweight Championship                             | 28:50 |
| (c) désigne le(s) champion(s) défendant son titre dans le match. | |                                                                                |       |